# اريك جويس
اريك جويس (بالإنجليزية: Eric Joyce)‏ (3 يوليو 1924 بدورهام، إنجلترا في المملكة المتحدة - 1977 في المملكة المتحدة) هو لاعب كرة قدم بريطاني (وحمل سابقاً جنسية المملكة المتحدة لبريطانيا العظمى وأيرلندا) في مركز نصف الجناح. لعب مع برادفورد سيتي وConsett A.F.C. ‏.